# حكم الاغتصاب في الإسلام
يُعتبر الاغتصاب في الإسلام جريمة مُركَّبة، حيث يُعتبر ارتكابًا للزنا والحرابة معًا، وحتى إذا لم يرتكب الفاعل الزنا فيظل مستحقًا لعقوبة الحرابة. يمكن تعريف الاغتصاب في الفقه الإسلامي بأنه إكراه المرأة على الزنا أو الزنا بالإكراه،

## عقوبات الاغتصاب في الإسلام

### حد الزنا
يُعاقب المُغتصب بنفس حد الزنا الرجم حتى الموت إن كان مُتزوجًا، والجلد مئة جلدة إن كان بكرًا، بينما يختلف حكم الاغتصاب عن الزنا بالنسبة للمكرهة، فالمرأة المغتصبة ليس عليها عقوبة على خلاف الزنا. يقول ابن قدامة في المغني: «ولا حد على مكرهة في قول عامة أهل العلم، ولا فرق بين الإكراه بالإلجاء وهو أن يغلبها على نفسها وبين الإكراه بالتهديد بالقتل ونحوه». وقال ابن عبد البر: «ولا عقوبة عليها إذا صحَّ أنه استكرهها وغلبها على نفسها، وذلك يُعلم بصراخها، واستغاثتها، وصياحها.»

### حد الحرابة
إذا كان الاغتصاب تم تحت تهديد السلاح، أو تم خطف المرأة بالقوة، أصبح يستحق عقوبة الحرابة أيضًا، وتحتاج شاهدين للإثبات على غير الزنا يحتاج أربعة شهود، والعقاب عليها مذكور في قوله تعالى: ﴿إِنَّمَا جَزَاءُ الَّذِينَ يُحَارِبُونَ اللَّهَ وَرَسُولَهُ وَيَسْعَوْنَ فِي الْأَرْضِ فَسَادًا أَنْ يُقَتَّلُوا أَوْ يُصَلَّبُوا أَوْ تُقَطَّعَ أَيْدِيهِمْ وَأَرْجُلُهُمْ مِنْ خِلَافٍ أَوْ يُنْفَوْا مِنَ الْأَرْضِ ذَلِكَ لَهُمْ خِزْيٌ فِي الدُّنْيَا وَلَهُمْ فِي الْآخِرَةِ عَذَابٌ عَظِيمٌ ۝٣٣﴾ سورة المائدة، الآية:33.

### التعويض المالي
زاد الشافعي ومالك والليث وغيرهم أن على المغتصب صداق المثل، قال مالك بن أنس: «الأمر عندنا في الرجل يغتصب المرأة بكراً كانت أو ثيبًا: أنها إن كانت حرة: فعليه صداق مثلها، وإن كانت أمَة: فعليه ما نقص من ثمنها، والعقوبة في ذلك على المغتصب، ولا عقوبة على المغتصبة في ذلك كله».

### التعزير
يمكن للحاكم وولي الأمر أن يضع عقوبة خاصة للاغتصاب أكبر من تلك العقوبات، قال ابن عبد البر: «فإن الحاكم يعاقبه ويعزره العقوبة التي تردعه وأمثاله.»

## الشيعة
عقوبة المغتصب عند الشيعة القتل وذلك منصوص عليه في أخبارهم وعليه فقهاؤهم.

## وصلات خارجية
- عقوباتُ الزاني المغتصب، موقع طريق الإسلام.